# Dalamánek
Dalamánek (dříve také dalamán) je malá bulka (pšeničná nebo pšenično-žitná) z bílého pečiva, posypaná ovesnými vločkami, kmínem nebo solí. Jeho název pochází z let 1741–1743, kdy jej francouzská vojenská posádka usazená v Praze nazývala Pain d'Allemagne („německý chléb“).
Jeho hmotnost se pohybuje mezi 100–200 gramy a prodává se také se sýrem nebo slaninou.